# Bursaria tenuifolia
Bursaria tenuifolia är en tvåhjärtbladig växtart som beskrevs av Frederick Manson Bailey. Bursaria tenuifolia ingår i släktet Bursaria och familjen Pittosporaceae. Inga underarter finns listade.